# Kisecset
Kisecset è un comune dell'Ungheria di 208 abitanti (dati 2001). È situato nella contea di Nógrád.